# Dercitus syrmatitus
Dercitus syrmatitus is een spons in de taxonomische indeling van de gewone sponzen (Demospongiae). De wetenschappelijke naam van de soort werd in 1930 gepubliceerd door De Laubenfels.